# Basisveen Laag
De Basisveen Laag (klassieke benaming: Basisveen) is een veenlaag die op sommige plekken in de bodem voorkomt in West- en Noord-Nederland, Vlaanderen en het Noordzeegebied, zoals de Doggersbank. Het ligt direct op het Pleistocene zand en wordt alleen onderscheiden onder de Formatie van Naaldwijk. Aangenomen wordt dat het Basisveen werd gevormd door de relatieve zeespiegelstijging en de daaruit resulterende grondwaterstijging. De resulterende kwel in het dekzandgebied zorgde voor veenvorming.
Het Basisveen werd gevormd in de tijdvakken Boreaal en Atlanticum, die volgden op de laatste ijstijd. In dit tijdperk werd het klimaat warmer, waardoor de zeespiegel steeg en de permafrost uit de bodem verdween. Gevolg was dat zich uitgestrekte moerassen en heidevelden vormden, waar veen werd gevormd.
Vanaf 8000 jaar geleden zou de zeespiegel verder stijgen waarbij grote delen van Nederland overstroomden. Hierbij werd veel van het Basisveen weggeslagen, waardoor het niet overal in de ondergrond te vinden is.
Zowel Basisveen als Hollandveen werden vroeger ingedeeld bij de Westland Formatie. Later is het Hollandveen Laagpakket en Basisveen Laag bij de Formatie van Nieuwkoop ingedeeld. (Zie ook Duinkerke-transgressies.)
Voor en tijdens de Tweede Wereldoorlog werd in Noord- en Zuid-Holland moerasgas gewonnen. Dit was ontstaan tijdens de eerste fase van het inkolingsproces van de Basisveen Laag.